# سيدرو-والي (واشنطن)
سيدرو-والي (بالإنجليزية: Sedro-Woolley)‏ هي إحدى مدن ولاية واشنطن في الولايات المتحدة الأمريكية.

## التركيبة السكانية
حدّد مكتب تعداد الولايات المتحدة بيانات التركيبة السكانية لسيدرو-والي في تعداد الولايات المتحدة. في ما يلي، التركيبة السكانية حسب تعدادي 2000 و2010.

### تعداد عام 2000
بلغ عدد سكان سيدرو-والي 8,658 نسمة بحسب تعداد عام 2000، وبلغ عدد الأسر 3,205 أسرة وعدد العائلات 2,176 عائلة مقيمة في المدينة. في حين سجلت الكثافة السكانية 775.8 نسمة لكل كيلومتر مربع (2,009.3/ميل2). وبلغ عدد الوحدات السكنية 3,334 وحدة بمتوسط كثافة قدره 298.7 لكل كيلومتر مربع (773.6/ميل2).
وتوزع التركيب العرقي للمدينة بنسبة 91.97% من البيض و0.25% من الأمريكيين الأفارقة و1.59% من الأمريكيين الأصليين و0.81% من الأمريكيين ذوي الأصول الآسيوية و0.13% من سكان جزر المحيط الهادئ و3.25% من الأعراق الأخرى و2% من عرقين مختلطين أو أكثر و7.23% من الهسبانيون أو اللاتينيون من أي عرق.
بلغ عدد الأسر 3,205 أسرة كانت نسبة 40.5% منها لديها أطفال تحت سن الثامنة عشر تعيش معهم، وبلغت نسبة الأزواج القاطنين مع بعضهم البعض 49.8% من أصل المجموع الكلي للأسر، ونسبة 13.5% من الأسر كان لديها معيلات من الإناث دون وجود شريك، بينما كانت نسبة 4.6% من الأسر لديها معيلون من الذكور دون وجود شريكة وكانت نسبة 32.1% من غير العائلات. تألفت نسبة 25.9% من أصل جميع الأسر من عدة أفراد يعيشون في نفس المنزل ونسبة 12.6% كانت تتألف من شخص يعيش بمفرده يبلغ من العمر 65 عاماً أو أكثر. وبلغ متوسط حجم الأسرة المعيشية 2.62، أما متوسط حجم العائلات فبلغ 3.14.
بلغ العمر الوسطي للسكان 33.2 عاماً. وكانت نسبة 28.7% من القاطنين تحت سن الثامنة عشر، وكانت نسبة 9.2% بين الثامنة عشر والرابعة والعشرين عاماً، ونسبة 29.2% كانت واقعةً في الفئة العمرية ما بين الخامسة والعشرين والرابعة والأربعين عاماً، ونسبة 18.2% كانت ما بين الخامسة والأربعين والرابعة والستين، ونسبة 11.7% كانت ضمن فئة الخامسة والستين عاماً فما فوق. يوجد لكل 100 أنثى 91.7 ذكر، ويوجد لكل 100 أنثى في الثامنة عشر من عمرها فما فوق 86.4 ذكر.
بلغ متوسط دخل الأسرة في المدينة 37,914 دولارًا، أما متوسط دخل العائلة فبلغ 40,918 دولارًا. وكان متوسط دخل الذكور 35,215 دولارًا مقابل 23,636 دولارًا للإناث. وسجل دخل الفرد الخاص بالمدينة 16,517 دولارًا. وكانت نسبة 10.7% من العائلات ونسبة 11.3% من السكان تحت خط الفقر، وكان من هؤلاء نسبة 13.5% تحت سن الثامنة عشر ونسبة 16.1% في الخامسة والستين من العمر وما فوق.

### تعداد عام 2010
بلغ عدد سكان سيدرو-والي 10,540 نسمة بحسب تعداد عام 2010، وبلغ عدد الأسر 3,995 أسرة وعدد العائلات 2,609 عائلة مقيمة في المدينة. في حين سجلت الكثافة السكانية 944.4 نسمة لكل كيلومتر مربع (2,446.0/ميل2). وبلغ عدد الوحدات السكنية 4,303 وحدة بمتوسط كثافة قدره 385.6 لكل كيلومتر مربع (998.7/ميل2).
وتوزع التركيب العرقي للمدينة بنسبة 86.15% من البيض و0.32% من الأمريكيين الأفارقة و1.94% من الأمريكيين الأصليين و1.42% من الأمريكيين ذوي الأصول الآسيوية و0.05% من سكان جزر المحيط الهادئ و6.79% من الأعراق الأخرى و3.32% من عرقين مختلطين أو أكثر و13.98% من الهسبانيون أو اللاتينيون من أي عرق.
بلغ عدد الأسر 3,995 أسرة كانت نسبة 36.9% منها لديها أطفال تحت سن الثامنة عشر تعيش معهم، وبلغت نسبة الأزواج القاطنين مع بعضهم البعض 43.9% من أصل المجموع الكلي للأسر، ونسبة 14.9% من الأسر كان لديها معيلات من الإناث دون وجود شريك، بينما كانت نسبة 6.5% من الأسر لديها معيلون من الذكور دون وجود شريكة وكانت نسبة 34.7% من غير العائلات. تألفت نسبة 27% من أصل جميع الأسر من عدة أفراد يعيشون في نفس المنزل ونسبة 10.2% كانت تتألف من شخص يعيش بمفرده يبلغ من العمر 65 عاماً أو أكثر. وبلغ متوسط حجم الأسرة المعيشية 2.59، أما متوسط حجم العائلات فبلغ 3.12.
بلغ العمر الوسطي للسكان 33.7 عاماً. وكانت نسبة 27.3% من القاطنين تحت سن الثامنة عشر، وكانت نسبة 9.1% بين الثامنة عشر والرابعة والعشرين عاماً، ونسبة 28.2% كانت واقعةً في الفئة العمرية ما بين الخامسة والعشرين والرابعة والأربعين عاماً، ونسبة 22.7% كانت ما بين الخامسة والأربعين والرابعة والستين، ونسبة 12.7% كانت ضمن فئة الخامسة والستين عاماً فما فوق. وتوزع التركيب الجنسي للسكان بنسبة 48.3% ذكور و51.7% إناث.

## المناخ
يظهر الجدول التالي التغييرات المناخية على مدار السنة لسيدرو-والي:
| البيانات المناخية لـسيدرو-والي    | البيانات المناخية لـسيدرو-والي | البيانات المناخية لـسيدرو-والي | البيانات المناخية لـسيدرو-والي | البيانات المناخية لـسيدرو-والي | البيانات المناخية لـسيدرو-والي | البيانات المناخية لـسيدرو-والي | البيانات المناخية لـسيدرو-والي | البيانات المناخية لـسيدرو-والي | البيانات المناخية لـسيدرو-والي | البيانات المناخية لـسيدرو-والي | البيانات المناخية لـسيدرو-والي | البيانات المناخية لـسيدرو-والي | البيانات المناخية لـسيدرو-والي |
| الشهر                             | يناير                          | فبراير                         | مارس                           | أبريل                          | مايو                           | يونيو                          | يوليو                          | أغسطس                          | سبتمبر                         | أكتوبر                         | نوفمبر                         | ديسمبر                         | المعدل السنوي                  |
| --------------------------------- | ------------------------------ | ------------------------------ | ------------------------------ | ------------------------------ | ------------------------------ | ------------------------------ | ------------------------------ | ------------------------------ | ------------------------------ | ------------------------------ | ------------------------------ | ------------------------------ | ------------------------------ |
| الدرجة القصوى °ف (°م)             | 67 (19)                        | 74 (23)                        | 82 (28)                        | 94 (34)                        | 95 (35)                        | 99 (37)                        | 98 (37)                        | 97 (36)                        | 91 (33)                        | 86 (30)                        | 76 (24)                        | 74 (23)                        | 99 (37)                        |
| متوسط درجة الحرارة الكبرى °ف (°م) | 44.4 (6.9)                     | 48.7 (9.3)                     | 53.3 (11.8)                    | 59.6 (15.3)                    | 65.6 (18.7)                    | 70.1 (21.2)                    | 74.9 (23.8)                    | 74.9 (23.8)                    | 69.2 (20.7)                    | 60.5 (15.8)                    | 50.8 (10.4)                    | 45.6 (7.6)                     | 59.8 (15.4)                    |
| متوسط درجة الحرارة الصغرى °ف (°م) | 32.4 (0.2)                     | 33.9 (1.1)                     | 36.3 (2.4)                     | 39.9 (4.4)                     | 44.3 (6.8)                     | 48.7 (9.3)                     | 50.4 (10.2)                    | 50.5 (10.3)                    | 47.2 (8.4)                     | 42.4 (5.8)                     | 37.4 (3.0)                     | 33.9 (1.1)                     | 41.5 (5.3)                     |
| أدنى درجة حرارة °ف (°م)           | −2 (−19)                       | −1 (−18)                       | 8 (−13)                        | 25 (−4)                        | 25 (−4)                        | 30 (−1)                        | 31 (−1)                        | 34 (1)                         | 28 (−2)                        | 20 (−7)                        | 3 (−16)                        | 1 (−17)                        | −2 (−19)                       |
| الهطول إنش (مم)                   | 5.75 (146)                     | 4.21 (107)                     | 4.32 (110)                     | 3.56 (90)                      | 2.86 (73)                      | 2.56 (65)                      | 1.45 (37)                      | 1.71 (43)                      | 3.05 (77)                      | 4.61 (117)                     | 6.48 (165)                     | 6.05 (154)                     | 46.6 (1٬180)                   |
| متوسط تساقط الثلوج إنش (سم)       | 3.3 (8.4)                      | 1.3 (3.3)                      | 1.4 (3.6)                      | 0 (0)                          | 0 (0)                          | 0 (0)                          | 0 (0)                          | 0 (0)                          | 0 (0)                          | 0 (0)                          | 0.7 (1.8)                      | 2.2 (5.6)                      | 8.9 (23)                       |
| متوسط أيام هطول الأمطار           | 19                             | 16                             | 18                             | 15                             | 13                             | 11                             | 6                              | 7                              | 11                             | 15                             | 20                             | 20                             | 171                            |
| المصدر:                           |                                |                                |                                |                                |                                |                                |                                |                                |                                |                                |                                |                                |                                |

## أعلام
- إيمرسون همر، سياسي.
- كين ليمان، لاعب كرة قاعدة.
- روبن إل. تايلور، سياسي.
- بوب بلي ويت، لاعب كرة قاعدة.